# S-процес

S-процес, чинний в діапазоні від Ag до Sb.

s-процес (від англ. slow — повільний) — реакції нуклеосинтезу, які полягають у послідовному захопленні ядрами нейтронів. Процес названо повільним на відміну від r-процесу, тому що ядра із короткими періодами напіврозпаду, що утворюються у таких реакціях, здебільшого встигають зазнати β-розпаду перш ніж буде приєднано наступний нейтрон.
За сучасними уявленнями саме завдяки цьому процесу у Всесвіті утворилася основна кількість хімічних елементів, важчих від заліза (до бісмуту включно), а також деяка кількість ізотопів аргону та кальцію.
Відповідний механізм нуклеосинтезу вперше описано у відомій праці Маргарет і Джеффрі Бербіджів, Фреда Хойла та Вільяма Фаулера.

## Історія дослідження

Періодична таблиця, яка показує космогенне походження кожного елемента. Елементи, важчі за залізо, відмічені зеленим кольором, утворюються в результаті s-процесу.

Необхідність s-процесу була виявлена на підставі відносної кількості ізотопів важких елементів за допомогою таблиці поширеності елементів Ганса Зюсса та Гарольда Юрі 1956 року. Ці дані показали піки поширеності стронцію, барію та свинцю, які згідно з оболонковою моделлю ядра є особливо стабільними ядрами, подібно до того, як благородні гази є хімічно інертними. Це можна було пояснити, якщо ядра створювались шляхом повільного захоплення нейтронів, що робило більш розповсюдженими ті магічні ядра, які легше утворювались і складніше руйнувались в цьому процесі. Таблиця розподілу важких ізотопів між s-процесом і r-процесом була опублікована у відомій оглядовій статті B2FH у 1957 році. Там також стверджувалося, що s-процес відбувається в червоних гігантах. Особливо показовим був елемент технецій, для якого період напіврозпаду найстабільнішого ізотопу становить 4,2 мільйона років, і який, тим не менш, був відкритий у зорях в 1952 році Полом Мерріллом. Оскільки вважалося, що цим зорям мільярди років, наявність технецію в їхній зовнішній атмосфері була прийнята за доказ його нещодавнього утворення.
Математична модель послідовного утворення все важчих ізотопів із ядер заліза була розроблена в 1961 році. Ця робота показала, що жодне фіксоване значення потоку нейтронів не може пояснити спостережувану поширеність s-елементів, а натомість потрібен широкий діапазон таких значень. Серія робіт Дональда Клейтона у 1970-х роках стала стандартною моделлю s-процесу і залишався такою, поки деталі нуклеосинтезу зір асимптотичної гілки гігантів не стали настільки просунутими, s-процес стати моделювати з точним урахуванням моделей зоряної структури. Важливі для розрахунків s-процесу вимірювання поперечних перерізів захоплення нейтронів провели Національна лабораторія Ок-Рідж 1965 році і Центр ядерної фізики Карлсруе в 1982 році.

## Послідовність реакцій

Стабільність ізотопів хімічних елементів

Низка реакцій здебільшого починається з ядер так званого залізного піку (залізо, нікель), оскільки поперечний переріз реакції захоплення нейтронів для легших ядер надто малий. Нестабільні ядра з короткими періодами життя зазнають β−-розпаду. Ядра, що мають порівняно довгі періоди напіврозпаду, можуть брати участь у подальших реакціях. Внаслідок процесу утворюються лише досить стабільні ядра.

## Умови перебігу
Для ефективного перебігу s-процесу протрібна висока концентрація нейтронів (близько 1010 см−3). Утворення необхідної кількості нейтронів можуть забезпечити реакції:
13C + α	→ 16O + n + 2,22 МеВ
22Ne + α	→ 25Mg + n
Вони досить ефективно відбуваються за температури 108 K.
Додатковим джерелом нейтронів за такої температури можуть бути фотонейтронні реакції:
13C + γ	→ 12C + n — 4,95 МеВ
14N + γ	→ 13N + n — 10,55 МеВ
Їх роль зростає зі збільшенням температури.
Потрібні умови виникають у надрах зір асимптотичного відгалуження гігантів після перетворення у їх ядрі водню на гелій, а гелію — на вуглець (внаслідок потрійної α-реакції). Джерелом утворення необхідної кількості 14N слугують реакції CNO-циклу, що відбуваються на межі між конвективною гелієвою оболонкою та зовнішнім шаром, багатим на водень.

## Результат
Для утворення важких ядер відповідні умови мають підтримуватися протягом досить тривалого часу (тисячі років).
Послідовність реакцій s-процесу припиняється із утворенням свинцю та бісмуту, оскільки елементи з атомними номерами 84-89 (полоній, астат, радон, францій, радій та актиній) не мають досить стабільних ізотопів і зазнають швидкого α-розпаду.
Утворення ядер з атомними номерами 90 і більше (торій, уран) вимагає більшої потужності нейтронних потоків, і відбувається у r-процесі.